# اوبر روستان
اوبر روستان (فرانسوی: Hubert Rostaing‎؛ ‏ ۱۷ سپتامبر ۱۹۱۸ – ۱۰ ژوئن ۱۹۹۰) رهبر ارکستر، آهنگساز و موسیقی‌دان اهل فرانسه بود.
از فیلم‌هایی که وی در آن‌ها نقش داشته است، می‌توان به چشم بیوه  اشاره نمود.